# IC 2615
IC 2615 је лентикуларна галаксија у сазвјежђу Велики медвјед која се налази на листи објеката дубоког неба у Индекс каталогу.
Деклинација објекта је + 37° 56' 44" а ректасцензија 11h 2m 2,2s. Привидна величина (магнитуда) објекта IC 2615 износи 14,9 а фотографска магнитуда 15,8. IC 2615 је још познат и под ознакама CGCG 184-44, NPM1G +38.0212, PGC 33289.